# Marcellin Caze
 (juin 2023).
Si vous disposez d'ouvrages ou d'articles de référence ou si vous connaissez des sites web de qualité traitant du thème abordé ici, merci de compléter l'article en donnant les références utiles à sa vérifiabilité et en les liant à la section « Notes et références ».
Pour les articles homonymes, voir Caze.
Marcellin Caze, né en 1811 et mort en 1888 à Argentat, en Corrèze, est un poète français. Il a mené une existence tranquille, à Argentat, vivant des revenus du patrimoine familial dont il avait hérité, et participant à une vie culturelle qui, à Argentat, se présentait comme une des premières manifestations de l’intérêt, qui allait devenir très vif, en Corrèze, comme dans le reste du Limousin, pour la langue et la littérature limousines.

## Une vie de rentier, un homme généreux

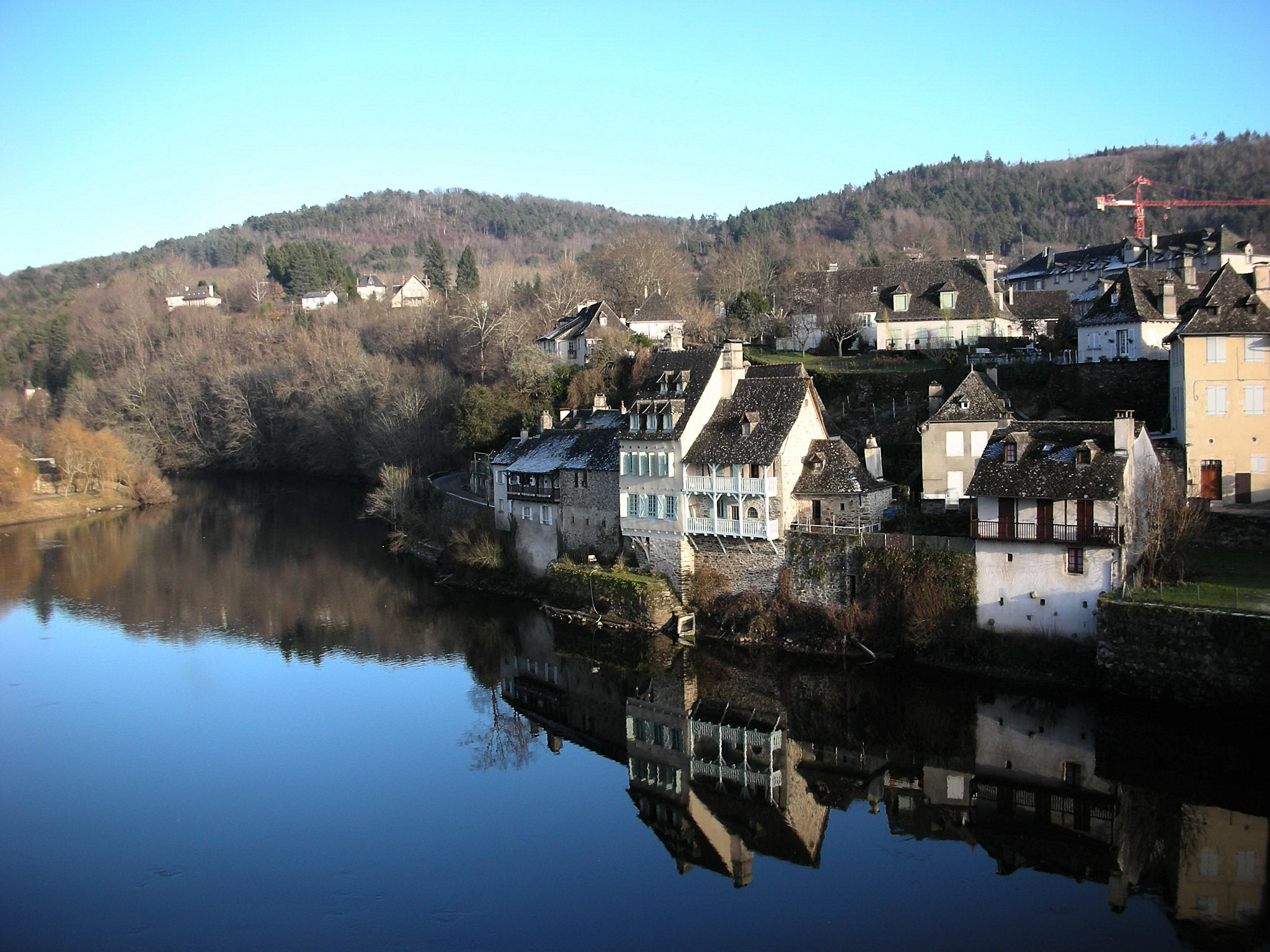
La ville d’Argentat, sur les rives de la Dordogne, où Marcellin Caze a passé la plus grande partie de sa vie.

Marcellin Caze est né à Argentat, en Corrèze, le 9 avril 1811, dans une famille aisée, et, héritant du patrimoine familial, il a mené une existence de rentier ; il a obtenu son diplôme d'avocat à Grenoble en 1830, mais il n’a pas pratiqué le métier d’avocat.
Argentat est une petite ville où, dans un milieu de bourgeoisie et de petite noblesse, s’activaient des érudits qui se réunissaient dans un cénacle, auquel participait Marcellin Caze et qui tenait des réunions dans sa demeure d’Argentat, se préoccupant essentiellement de littérature. Lorsque Marcellin Caze ne résidait pas à Argentat, il demeurait, à quelques kilomètres de là, dans son castel de Graffeuille, où se tenaient également des réunions de ce cercle d’intellectuels.
Marcellin Caze a résumé la philosophie qui le guidait dans son existence, en se nommant « Jan de Leseur », ce qui, traduit en français, signifie « Jean de Loisir » ; cela était une manière amusante de se moquer de lui-même mais aussi une manière d’indiquer qu’il était disponible pour les travaux « inutiles » de la littérature. Son portrait doit être complété en indiquant qu’il a été soucieux de venir en aide à plusieurs membres de sa famille, son père, des oncles et des tantes, sur lesquels il a veillé pendant des années, et qu’il a été généreux pour sa ville, en faisant des dons à plusieurs institutions d’Argentat.
Marcellin Caze est mort à Argentat, le 5 novembre 1888.
Le 3 novembre 1905, à Argentat, à l'occasion d'une fête de l'Églantine, une plaque a été apposée sur la demeure de Marcellin Caze, en présence de félibres, et de Philippe Vachal, le
maire de la ville, qui a fait, à cette occasion, un discours rendant hommage au poète disparu.
En 2011, pour le bicentenaire de la naissance du poète d'Argentat, et à l'occasion de la Journée du Patrimoine, ont été à nouveau mises en lumière la vie et l'œuvre de Marcellin Caze.

## Précurseur dufélibrigeenLimousinet poète

### Défense de la langue et de la littérature limousines
Marcellin Caze, avec les activités qu’il a menées dans le milieu intellectuel d’Argentat (où il a côtoyé Auguste Lestourgie), comme avec les textes qu’il a écrits, et comme avec les correspondances qu’il a entretenues, apparaît, avec quelques autres personnalités corréziennes, comme un précurseur du félibrige en Limousin ; il a été ainsi l’un de ceux qui ont, les premiers, œuvré pour la défense de la langue et de la littérature limousines, comme Eusèbe Bombal, né en 1827, d’Argentat lui aussi, comme François Grabié, né en 1834, d’Ussel, ou comme Joseph Roux, né en 1834, de Tulle. Marcellin Caze a correspondu avec ce dernier, fin connaisseur de la langue limousine, qui s’est montré très intéressé par la langue utilisée par Marcellin Caze pour ses écrits, le parler d’Argentat.
En 1876, Marcellin Caze s’est rapproché de la branche de Montpellier du félibrige, en entrant en relations avec Alphonse Roque-Ferrier, qui était l’un des animateurs de la Revue des langues romanes, et avec lequel il a entretenu une correspondance ; en 1886, il a été élevé au rang de « Maître en gai savoir » dans l’organisation du félibrige.

### Fables et «gnorles»
L’œuvre de poète de Marcellin Caze, qu’il a composée en langue limousine, comporte des fables et des contes ou « gnorles ». Comme de nombreux auteurs occitans (pour le Limousin, on peut citer François Richard, ou Jean-Baptiste Foucaud), il a composé des fables, imitées de La Fontaine. Il a également écrit quelques contes, en vers, sous la forme littéraire de la « gnorle », qui est un conte plaisant, blagueur ; ce récit peut être en vers ou en prose ; la « gnorle » peut être un peu crue, et irrévérencieuse ; traduite de la langue limousine en français, et privée des mots si imagés de cette langue limousine, elle peut parfois apparaître assez plate et quelque peu banale. Marcellin Caze n’a pas été soucieux de faire en sorte que l’œuvre à laquelle il se consacrait, fables et contes ou « gnorles », lui apporte quelque notoriété ; et, de fait, de son vivant, seuls quelques rares textes de lui ont été publiés, entre 1882 et 1887, comme ceux qui ont paru dans les publications Limousin et Quercy et Occitania.

## Une «gnorle» extraite des œuvres de Marcellin Caze
Guilhaume e lo mestre Molinier

Guilhaume en menant la charreta,

Disia al mestre molinier :

« Ai plan patit tota la vita,

Mes dins l’autra aurai lo paier. »

Jan respondet : « Paure Gargolha !

Faras bien de pas te i fiar ;

Aquel qu’aici garda las olhas,

Aval las tornara gardar !

Aquo’es eital dins lo Reiaume

Ont tu e ieu devem anar.

- Te comprene ! faguet Guilhaume,

Pensas de i anar moudurar ? »
(ce texte a été publié, dans une version établie et normalisée graphiquement par Robert Joudoux, avec des notes de Robert Joudoux, dans : Marcellin Caze, Fables, contes et gnorles en langue limousine et traduction française : œuvres complètes, préface de Robert Joudoux, traduction d'André Lanly, Tulle, revue Lemouzi, no 140, 1996).

## Œuvres
Sont indiqués ici un document d’un enregistrement audio d’une fable de Marcellin Caze qui date de 1913, ainsi que l’édition faite en 1996 par la revue Lemouzi des Œuvres Complètes de Marcellin Caze : 
- Marcellin Caze, dans Mission Limousin, 1913, enregistrement sonore, Ferdinand Brunot, collecteur, Reproduction numérisée, 2000 : Lo Cosin, Le Cousin, Amédée Muzac, voix ;
- Marcellin Caze, Fables, contes et gnorles en langue limousine et traduction française : œuvres complètes, préface de Robert Joudoux, traduction d'André Lanly, Tulle, revue Lemouzi, no 140, 1996.